# Gand-Wevelgem 1988
La 50e édition de Gand-Wevelgem a eu lieu le 20 avril 1988. Elle a été remportée par l'Irlandais Sean Kelly (Kas-Canal 10), il est suivi dans le même temps par l'Italien Gianni Bugno (Chateau d'Ax-Salotti) et par l'Américain Ron Kiefel (7 Eleven-Hoonved).

## Classement final
La course est remportée par l'Irlandais Sean Kelly (Kas-Canal 10).
| \| Classement général \| Classement général \| Classement général \| Classement général \| Classement général \| \| Coureur \| Coureur \| Pays \| Équipe \| Temps \| \| ------------------ \| ------------------ \| ------------------ \| ---------------------------- \| ------------------ \| \| 1er \| Sean Kelly \| Irlande \| Kas-Canal 10 \| 7 h 20 min 00 s \| \| 2e \| Gianni Bugno \| Italie \| Chateau d'Ax-Salotti \| + 0 s \| \| 3e \| Ron Kiefel \| États-Unis \| 7 Eleven-Hoonved \| + 0 s \| \| 4e \| Ludo Peeters \| Belgique \| Superconfex-Yoko \| + 0 s \| \| 5e \| Claude Criquielion \| Belgique \| Hitachi-Bosal \| + 0 s \| \| 6e \| Steve Bauer \| Canada \| Weinmann-La Suisse-SMM Uster \| + 0 s \| \| 7e \| Alfons De Wolf \| Belgique \| \| + 0 s \| \| 8e \| Rudy Dhaenens \| Belgique \| PDM-Ultima-Concorde \| + 0 s \| \| 9e \| Søren Lilholt \| Danemark \| Sigma-Fina \| + 0 s \| \| 10e \| Eddy Planckaert \| Belgique \| AD Renting-Mini-Flat-Enerday \| + 1 min 36 s \| |                    |            |                              |                 |
| |                    |            |                              |                 |
| Sources : ProCyclingStats Cycling Archives |                    |            |                              |                 |
| Classement général |                    |            |                              |                 |
| Coureur | Coureur            | Pays       | Équipe                       | Temps           |
| 1er | Sean Kelly         | Irlande    | Kas-Canal 10                 | 7 h 20 min 00 s |
| 2e | Gianni Bugno       | Italie     | Chateau d'Ax-Salotti         | + 0 s           |
| 3e | Ron Kiefel         | États-Unis | 7 Eleven-Hoonved             | + 0 s           |
| 4e | Ludo Peeters       | Belgique   | Superconfex-Yoko             | + 0 s           |
| 5e | Claude Criquielion | Belgique   | Hitachi-Bosal                | + 0 s           |
| 6e | Steve Bauer        | Canada     | Weinmann-La Suisse-SMM Uster | + 0 s           |
| 7e | Alfons De Wolf     | Belgique   |                              | + 0 s           |
| 8e | Rudy Dhaenens      | Belgique   | PDM-Ultima-Concorde          | + 0 s           |
| 9e | Søren Lilholt      | Danemark   | Sigma-Fina                   | + 0 s           |
| 10e | Eddy Planckaert    | Belgique   | AD Renting-Mini-Flat-Enerday | + 1 min 36 s    |